# 비활성 기체

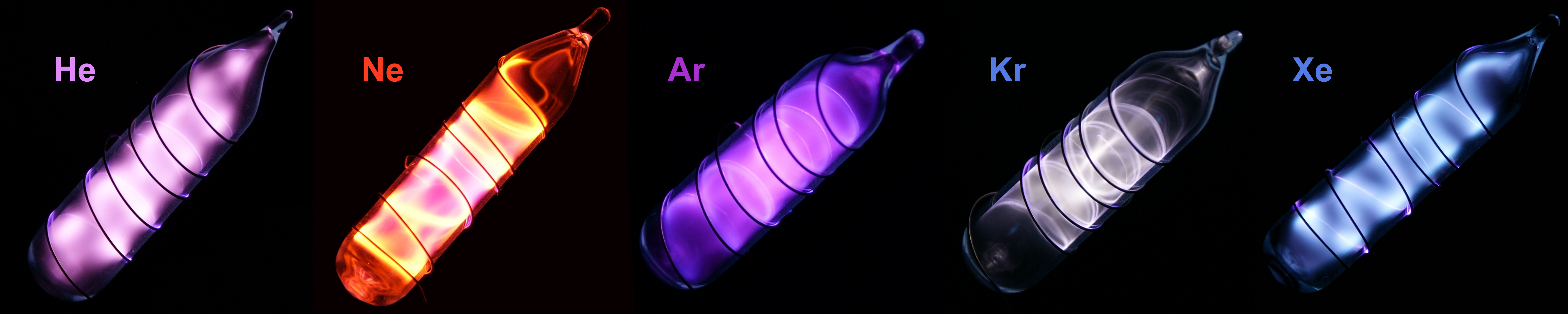

비활성 기체(非活性氣體) 혹은 불활성 기체(不活性氣體), 희가스(稀gas), 귀족 기체(noble gas)는 화학 계열로 주기율표의 18족 원소를 말한다. 최외각 전자가 모두 차 있는 이러한 원소들은 전자를 주고 받기 힘들기 때문에 화학결합을 하기 어렵다.
(예외로 Xe는 산소, 할로젠 등과 반응한다.)
| 주기 | 원소 이름 | 원소 기호 (번호) | 원자 질량   | 녹는점 (K)                | 끓는점 (K) |
| 1    | 헬륨      | He (2)           | 4.002602(2) | (2.5 메가파스칼에서 0.95) | 4.22       |
| 2    | 네온      | Ne (10)          | 20.1797(6)  | 24.56                     | 27.07      |
| 3    | 아르곤    | Ar (18)          | 39.948(1)   | 83.80                     | 87.30      |
| 4    | 크립톤    | Kr (36)          | 83.798(2)   | 115.79                    | 119.93     |
| 5    | 제논      | Xe (54)          | 131.293(6)  | 161.4                     | 165.03     |
| 6    | 라돈      | Rn (86)          | (220)       | 202                       | 211.3      |
| 7    | 오가네손  | Og (118)         | (294)       | ?                         | ?          |

## 갤러리

네온 사인에 쓰일 때 각 기체가 만들어 내는 색
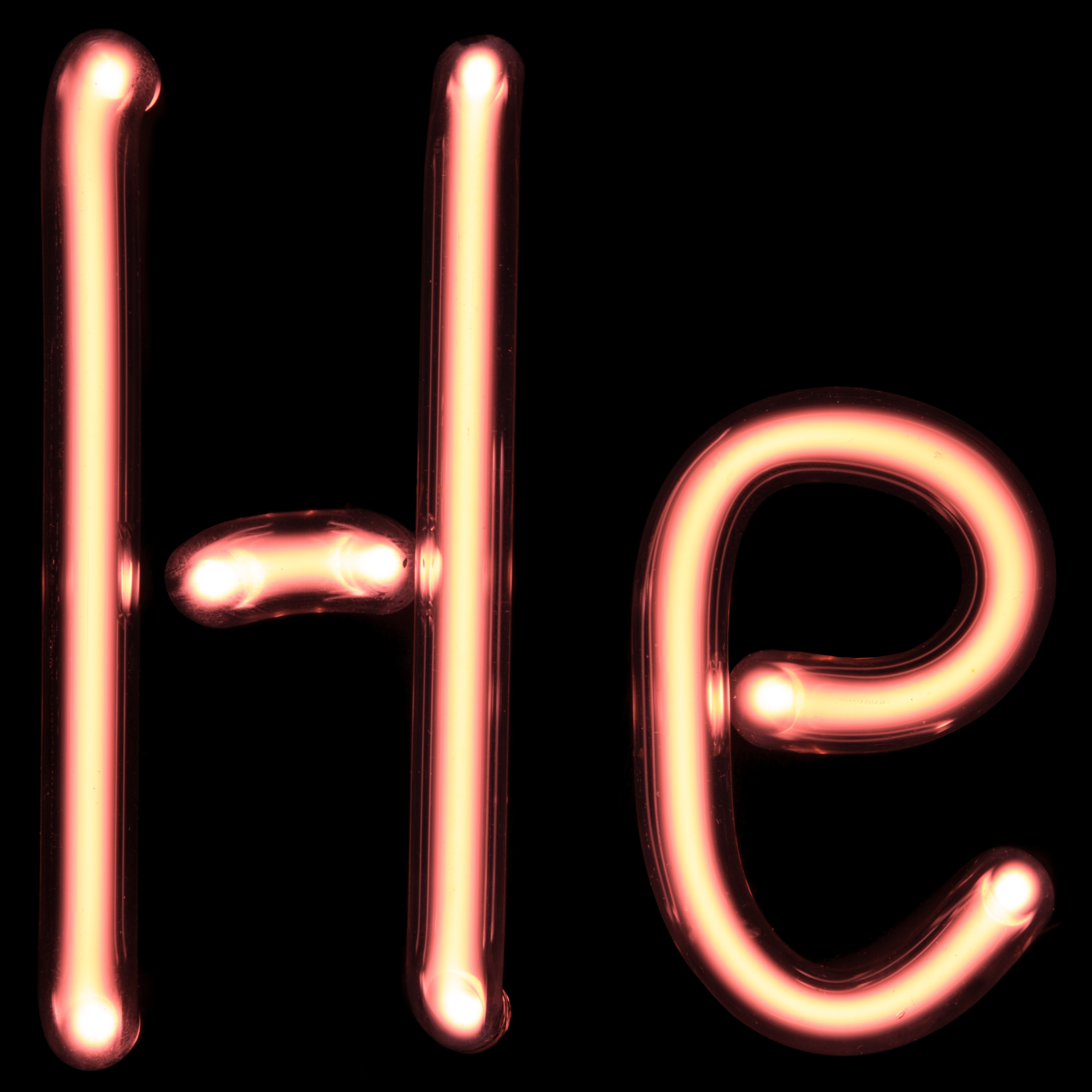
헬륨
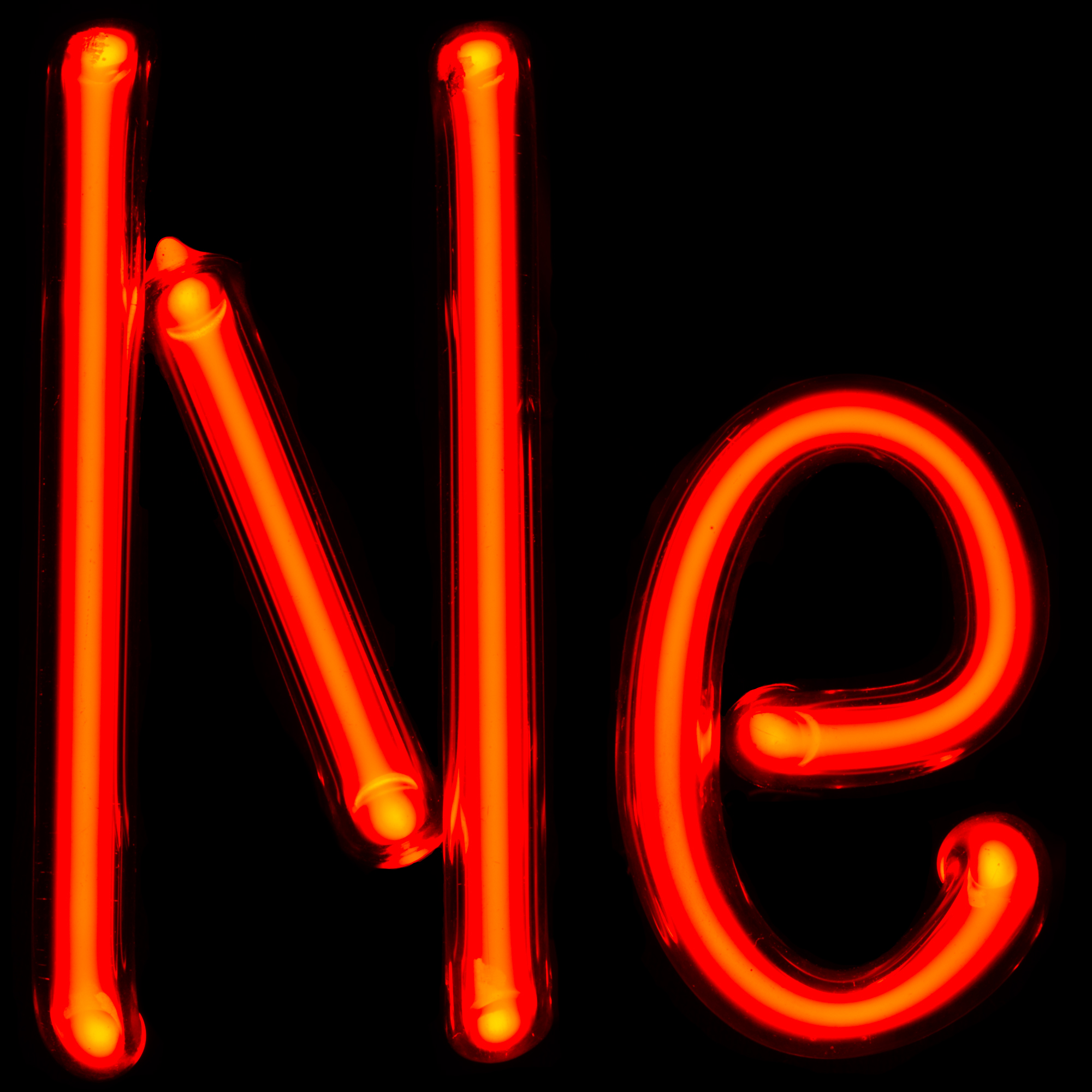
네온
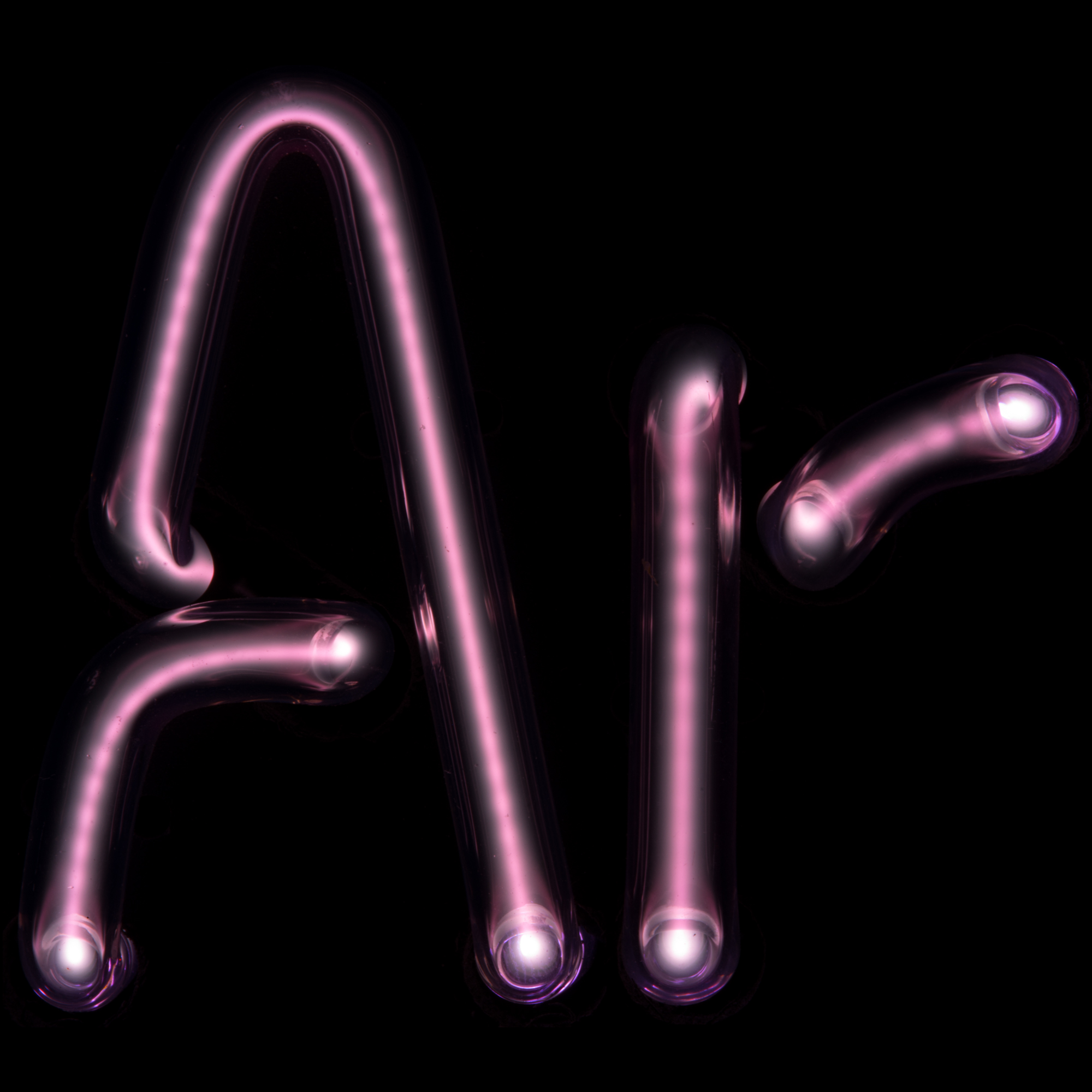
아르곤 (수은이 조금 포함됨)
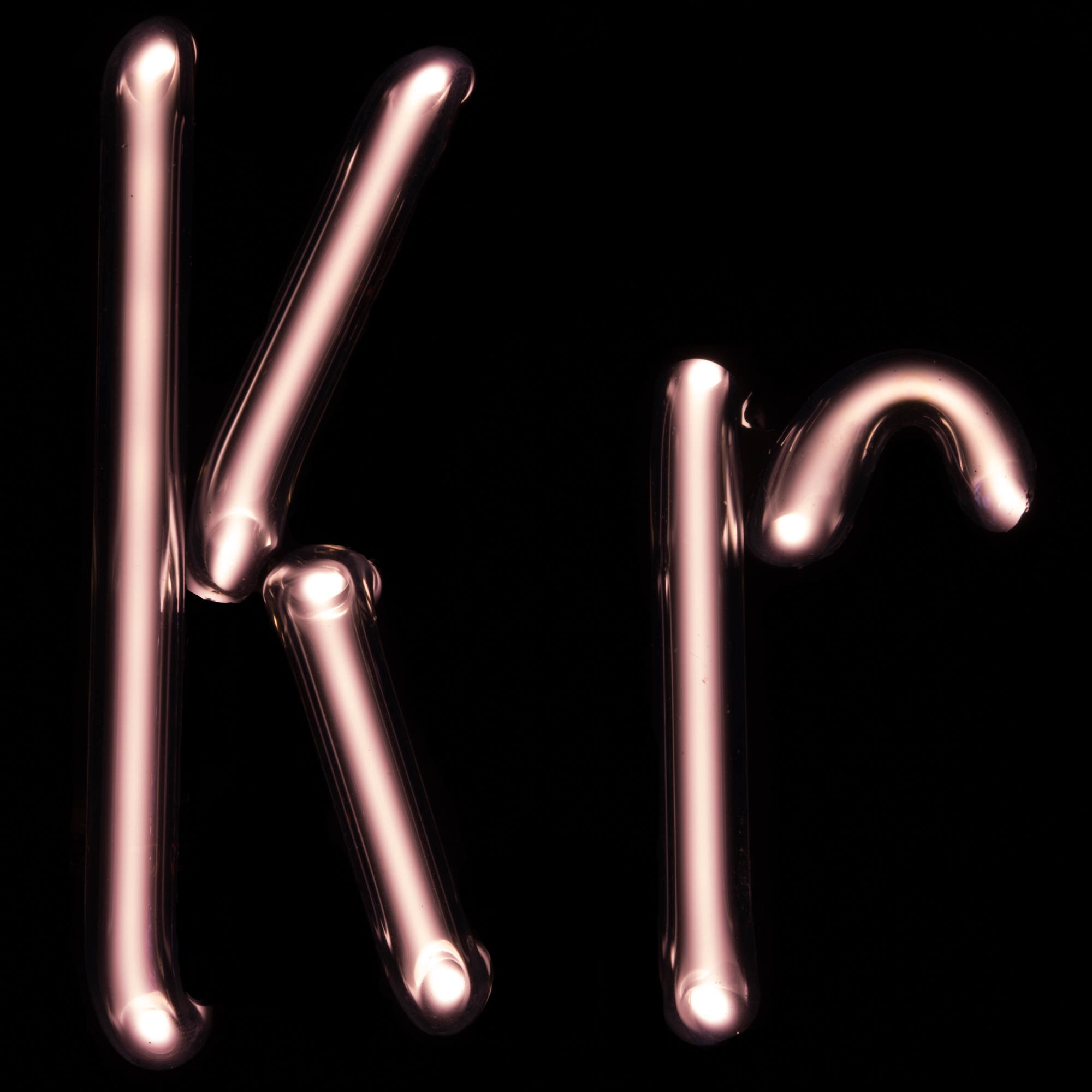
크립톤
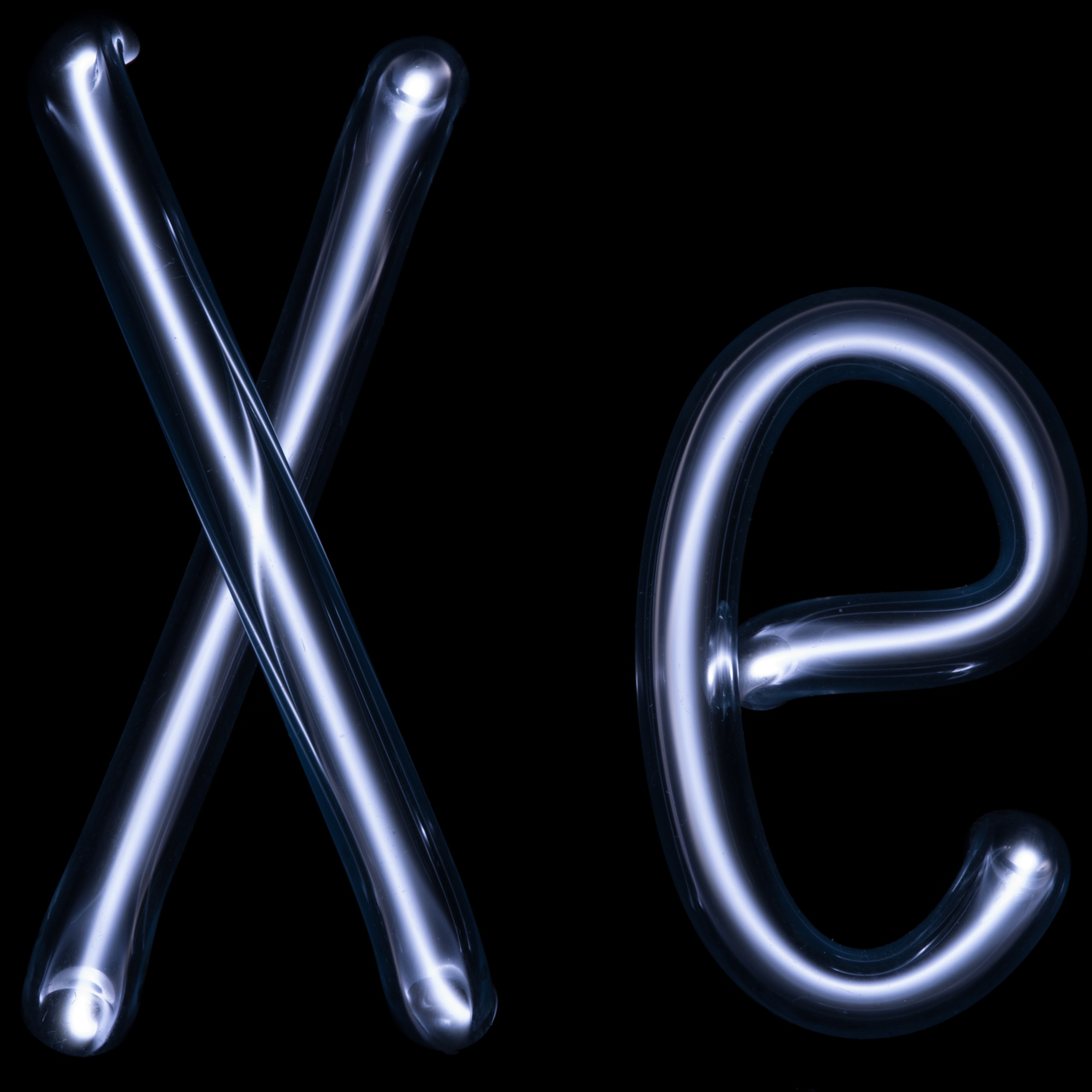
제논

## 같이 보기
- 귀금속 (화학)
- 비반응성 기체
- 산업 가스
- 옥텟 규칙